# Sankt Kathrein am Offenegg
Sankt Kathrein am Offenegg è un comune austriaco di 1 082 abitanti nel distretto di Weiz, in Stiria.